# Szefowie rządów Pitcairn
Od 1790 roku do 1829 szefem lokalnego rządu Pitcairn był Lider (ang. Leader). W latach 1832–1838 urząd ten nosił nazwę Prezydent (ang. President). Od 1838 roku do 1999 roku szef rządu Pitcairn był nazywany Magistrate, z wyjątkiem jedenastoletniej przerwy 1893–1904, kiedy to urząd ten nosił nazwę Przewodniczący Rady (ang. President of the Council). W 1999 roku kompetencje szefa rządu zostały przyznane nowo utworzonemu stanowisku Burmistrza (ang. Mayor).

## Lista szefów rządu Pitcairn

### Liderzy (1790-1829)
| Osoba | Osoba              | Kadencja            | Kadencja            |
| #     | Imię i nazwisko    | Od                  | Do                  |
| ----- | ------------------ | ------------------- | ------------------- |
| 1     | Fletcher Christian | 23 stycznia 1790    | 3 października 1793 |
| 2     | Edward Young       | 3 października 1793 | 25 grudnia 1800     |
| 3     | John Adams         | 25 grudnia 1800     | 5 marca 1829        |
| -     | wakat              | 5 marca 1829        | październik 1832    |

### Prezydent (1832-1838)
| Osoba | Osoba           | Kadencja         | Kadencja |
| #     | Imię i nazwisko | Od               | Do       |
| ----- | --------------- | ---------------- | -------- |
| 1     | Joshua Hill     | październik 1832 | 1838     |

### Magistrates (1838-1893)
| Osoba | Osoba                         | Kadencja | Kadencja    |
| #     | Imię i nazwisko               | Od       | Do          |
| ----- | ----------------------------- | -------- | ----------- |
| 1     | Edward Quintal                | 1838     | 1839        |
| 2     | Arthur Quintal I              | 1840     | 1841        |
| 3     | Fletcher Christian II         | 1842     | 1842        |
| 4     | Matthew McCoy                 | 1843     | 1843        |
| 5     | Thursday October Christian II | 1844     | 1844        |
| 6     | Arthur Quintal II             | 1845     | 1846        |
| 7     | Charles Christian II          | 1847     | 1847        |
| 8     | George Adams                  | 1848     | 1848        |
| 9     | Simon Young                   | 1849     | 1849        |
| (6)   | Arthur Quintal II             | 1850     | 1850        |
| (5)   | Thursday October Christian II | 1851     | 1851        |
| 10    | Abraham Blatchly Quintal      | 1852     | 1852        |
| (4)   | Matthew McCoy                 | 1853     | 1853        |
| (6)   | Arthur Quintal II             | 1854     | 1854        |
| 11    | George Martin Frederick Young | 1855     | 3 maja 1856 |
| -     | wakat                         | 1856     | 1864        |
| (5)   | Thursday October Christian II | 1864     | 1864        |
| 12    | Moses Young                   | 1865     | 1866        |
| (5)   | Thursday October Christian II | 1867     | 1867        |
| 13    | Robert Pitcairn Buffett       | 1868     | 1868        |
| (12)  | Moses Young                   | 1869     | 1869        |
| 14    | James Russell McCoy           | 1870     | 1872        |
| (5)   | Thursday October Christian II | 1873     | 1874        |
| (12)  | Moses Young                   | 1875     | 1875        |
| (5)   | Thursday October Christian II | 1876     | 1877        |
| (14)  | James Russell McCoy           | 1878     | 1879        |
| (5)   | Thursday October Christian II | 1880     | 1880        |
| (12)  | Moses Young                   | 1881     | 1881        |
| (5)   | Thursday October Christian II | 1882     | 1882        |
| (14)  | James Russell McCoy           | 1883     | 1883        |
| 15    | Benjamin Stanley Young        | 1884     | 1885        |
| (14)  | James Russell McCoy           | 1886     | 1889        |
| 16    | Charles Carleton Vieder Young | 1890     | 1891        |
| (15)  | Benjamin Stanley Young        | 1892     | 1892        |

### Przewodniczący Rady (1893-1904)
| Osoba | Osoba                | Kadencja | Kadencja |
| #     | Imię i nazwisko      | Od       | Do       |
| ----- | -------------------- | -------- | -------- |
| 1     | James Russell McCoy  | 1893     | 1896     |
| 2     | William Alfred Young | 1897     | 1897     |
| (1)   | James Russell McCoy  | 1897     | 1904     |
| (2)   | William Alfred Young | 1904     | 1904     |

### Magistrates (1904-1999)
| Osoba | Osoba                            | Kadencja        | Kadencja        |
| #     | Imię i nazwisko                  | Od              | Do              |
| ----- | -------------------------------- | --------------- | --------------- |
| 1     | James Russell McCoy              | 1904            | 1906            |
| 2     | Arthur Herbert Young             | 1907            | 1907            |
| 3     | William Alfred Young             | 1908            | 1908            |
| 4     | Matthew Edmond McCoy             | 1909            | 1909            |
| 5     | Gerard Bromley Robert Christian  | 1910            | 1919            |
| 6     | Charles Richard Parkin Christian | 1920            | 1920            |
| 7     | Frederick Martin Christian       | 1921            | 1921            |
| (6)   | Charles Richard Parkin Christian | 1922            | 1922            |
| 8     | Edgar Allen Christian            | 1923            | 1924            |
| (6)   | Charles Richard Parkin Christian | 1925            | 1925            |
| (8)   | Edgar Allen Christian            | 1926            | 1929            |
| 9     | Arthur Herbert Young             | 1930            | 1931            |
| (8)   | Edgar Allen Christian            | 1932            | 1932            |
| (6)   | Charles Richard Parkin Christian | 1933            | 1934            |
| (8)   | Edgar Allen Christian            | 1935            | 1939            |
| 10    | Andrew Clarence David Young      | 1940            | 1940            |
| (7)   | Frederick Martin Christian       | 1941            | 1941            |
| (6)   | Charles Richard Parkin Christian | 1942            | 1942            |
| (7)   | Frederick Martin Christian       | 1943            | 1943            |
| (6)   | Charles Richard Parkin Christian | 1944            | 1944            |
| 11    | Norris Henry Young               | 1945            | 1948            |
| (6)   | Charles Richard Parkin Christian | 1949            | 1949            |
| 12    | Warren Clive Christian           | 1950            | 1951            |
| 13    | John Lorenzo Christian           | 1952            | 1954            |
| (6)   | Charles Richard Parkin Christian | 1955            | 1957            |
| (12)  | Warren Clive Christian           | 1958            | 1960            |
| (13)  | John Lorenzo Christian           | 1961            | 1966            |
| 14    | Pervis Ferris Young              | 1967            | grudzień 1975   |
| 15    | Ivan Christian                   | grudzień 1975   | grudzień 1984   |
| 16    | Brian Young                      | grudzień 1984   | 1 stycznia 1991 |
| 17    | Jay Warren                       | 1 stycznia 1991 | 7 grudnia 1999  |

### Burmistrzowie (od 1999)
| Osoba | Osoba                         | Kadencja         | Kadencja         |
| #     | Imię i nazwisko               | Od               | Do               |
| ----- | ----------------------------- | ---------------- | ---------------- |
| 1     | Steve Christian               | 7 grudnia 1999   | 8 listopada 2004 |
| -     | Brenda Christian (tymczasowo) | 8 listopada 2004 | 15 grudnia 2004  |
| 2     | Jay Warren                    | 1 stycznia 2005  | 31 grudnia 2007  |
| 3     | Mike Warren                   | 1 stycznia 2008  | 31 grudnia 2013  |
| 4     | Shawn Christian               | 1 stycznia 2014  | 31 grudnia 2019  |
| 5     | Charlene Warren-Peu           | 1 stycznia 2020  | 31 grudnia 2022  |
| 6     | Simon Young                   | 1 stycznia 2023  | nadal            |